# Arcidiocesi di Minsk-Mahilëŭ

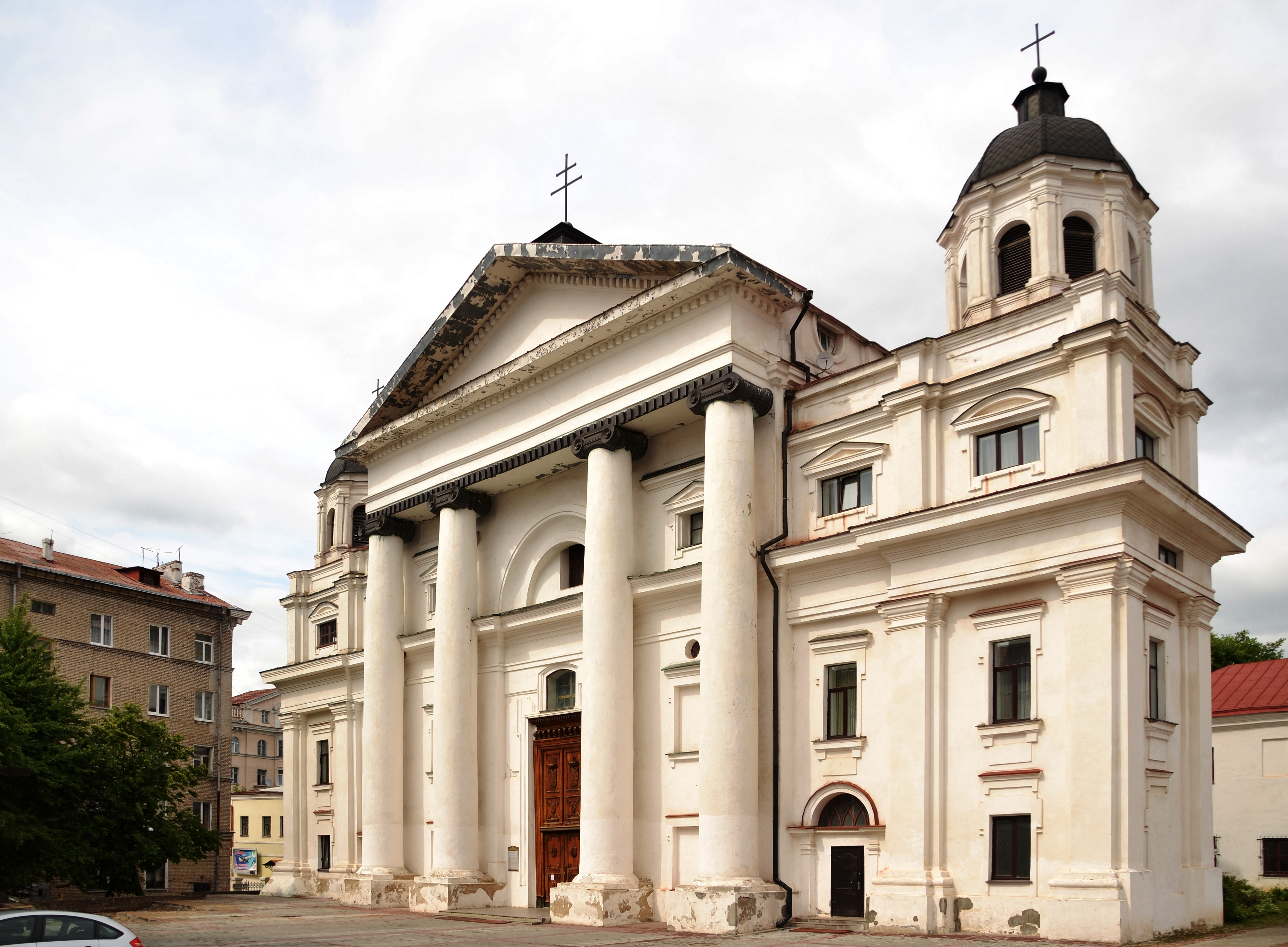
La concattedrale di Mahilëŭ.

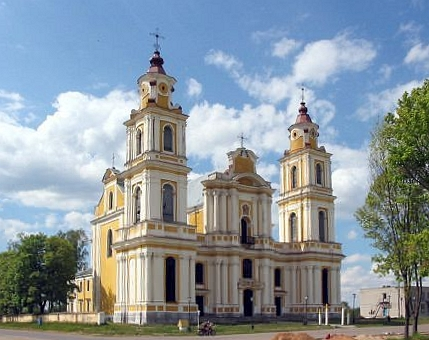
Il santuario mariano di Nostra Signora Assunta a Budslaŭ, distretto di Mjadzel.

L'arcidiocesi di Minsk-Mahilëŭ (in latino Archidioecesis Minscensis Latinorum-Mohiloviensis Latinorum) è una sede metropolitana della Chiesa cattolica in Bielorussia. Nel 2023 contava 652.300 battezzati su 4.179.800 abitanti. È retta dall'arcivescovo Iosif Staneŭski.

## Territorio
L'arcidiocesi si estende nella parte centrale della Bielorussia e comprende le due regioni di Minsk e di Mahilëŭ.
Sede arcivescovile è la città di Minsk, dove si trova la cattedrale della Santa Vergine Maria. A Mahilëŭ sorge la concattedrale dell'Assunzione di Maria Vergine e Santo Stanislao. Nel territorio dell'arcidiocesi sorge anche la basilica minore e santuario mariano nazionale di Nostra Signora Assunta a Budslaŭ, nel distretto di Mjadzel.
Il territorio si estende su 69.800 km² ed è suddiviso in 122 parrocchie, raggruppate in 6 decanati.

### Provincia ecclesiastica
La provincia ecclesiastica di Minsk-Mahilëŭ comprende, come suffraganee, tutte le diocesi della Bielorussia, e cioè:
- la diocesi di Pinsk, eretta nel 1925;
- la diocesi di Hrodna, eretta nel 1991;
- la diocesi di Vicebsk, eretta nel 1999.

## Storia

### Arcidiocesi di Mahilëŭ
Nel 1772, in seguito alla prima spartizione della Polonia, diverse comunità cattoliche di rito latino vennero a trovarsi entro i confini dell'impero russo. Si trattava di 45 parrocchie della diocesi di Vilnius, 4 parrocchie della diocesi di Smolensk e altre parrocchie della diocesi di Livonia, per un totale di poco meno di 90.000 fedeli cattolici di rito latino. Per queste comunità Caterina II creò unilateralmente la diocesi di Mahilëŭ (chiamata Mogilёv o Mohilev fino al 1991), affidandola a uno dei vescovi ausiliari di Vilnius, Siestrancevic, dotandola riccamente e promuovendola ad arcidiocesi dieci anni dopo. Durante questo primo periodo resta interessante il fatto che nella diocesi i gesuiti non vennero soppressi nel 1773 (come nel resto del mondo), ma anzi continuarono la loro missione fino alla riforma dell'ordine nel 1814.
La situazione di fatto fu regolarizzata da Roma quando l'arcidiocesi metropolitana di Mahilëŭ fu eretta canonicamente il 15 aprile 1783 con il breve Onerosa pastoralis officii cura di papa Pio VI, riconoscendo il vescovo scelto dall'Imperatrice. La sede di fatto dell'arcidiocesi era la città di San Pietroburgo. Mahilëŭ fu la prima sede di rito latino eretta nell'impero russo ed aveva giurisdizione su tutti i fedeli cattolici della Russia, Siberia compresa. Nelle trattative per il riconoscimento dell'arcidiocesi di Mahilëŭ e sulla questione dei gesuiti in Russia importante fu la missione pontificia di Giovanni Andrea Archetti che proprio per questo motivo venne promosso a cardinale su invito della stessa Caterina II.
In seguito all'ultima spartizione della Polonia (1795), diverse diocesi cattoliche di rito latino si vennero a trovare entro in confini dell'impero. Dopo la missione diplomatica guidata dal futuro cardinale Lorenzo Litta nel 1797, il 16 ottobre 1798, in virtù della bolla Maximis undique dello stesso Pio VI, furono assegnate all'arcidiocesi di Mahilëŭ cinque diocesi suffraganee: Vilnius e Samogizia, già suffraganee di Gniezno; Luc'k (unita aeque principaliter a quella di Žytomyr) e Kam"janec', in precedenza suffraganee di Leopoli; e la nuova diocesi di Minsk. La bolla inoltre modificò i territori delle diocesi per farli coincidere con quelli dei governatorati russi: l'arcidiocesi di Mahilëŭ si ampliò con l'annessione della città di Kiev e della sua circoscrizione civile, già appartenuti alla diocesi di Kiev-Černihiv (oggi Kiev-Žytomyr).
All'inizio dell'Ottocento, l'arcidiocesi di Mahilëŭ contava 185 parrocchie, 74 monasteri maschili, 4 femminili, 204 sacerdoti, 621 sacerdoti diocesani, 621 monaci, 44 monache e un totale di 225.936 fedeli.
Dopo il concordato con la Russia del 1847, il 3 luglio 1848 fu pubblicata la bolla Universalis Ecclesiae con cui papa Pio IX estese la giurisdizione dei metropoliti di Mahilëŭ al granducato di Finlandia e ne confermò la giurisdizione su tutti i territori dell'impero russo non compresi nelle altre diocesi di rito latino; agli stessi metropoliti fu affidata inoltre la cura pastorale dei soldati cattolici dell'esercito imperiale. Con la stessa bolla fu eretta la diocesi di Chersoneso, con territorio ricavato dall'arcidiocesi di Mahilëŭ, di cui la nuova diocesi fu resa suffraganea.
L'arcivescovo di Mahilëŭ Eduard von der Ropp fu arrestato dalle autorità sovietiche nell'aprile del 1919 con l'accusa di attività controrivoluzionaria e rilasciato nell'ottobre dello stesso anno, grazie all'intervento del nunzio apostolico Achille Ratti, il futuro papa Pio XI.
L'8 giugno 1920 e il 1º dicembre 1921 l'arcidiocesi di Mahilëŭ cedette porzioni del suo territorio a vantaggio dell'erezione rispettivamente del vicariato apostolico di Finlandia (oggi diocesi di Helsinki) e del vicariato apostolico della Siberia (successivamente diocesi di Vladivostok).
Durante l'epoca sovietica, l'aridiocesi rimase vacante per decenni. In questo periodo fu affidata in amministrazione apostolica a Boļeslavs Sloskāns, vescovo titolare di Cillio, di cui è in corso il processo di beatificazione. Il resto dell'immenso territorio dell'arcidiocesi fu suddiviso fra diversi amministratori apostolici, segretamente consacrati vescovi da Michel d'Herbigny, inviato speciale di papa Pio XI in Russia: Mieczysław Michailas Joudokas a Kazan'-Samara-Simbirsk, Antoni Malecki a Leningrado, Pie Eugène Neveu a Mosca, Wincenty Ilgin a Charkiv.

### Diocesi di Minsk
La diocesi di Minsk fu eretta da Lorenzo Litta, legato apostolico, durante la sua missione diplomatica in Russia, con il decreto In omnes agri Dominici del 9 agosto 1798. La nuova diocesi, che aveva giurisdizione sull'intero governatorato di Minsk, raggruppava 60 parrocchie, già appartenute alla diocesi di Vilnius, e 35 parrocchie della diocesi di Luc'k. Queste decisioni furono confermate da papa Pio VI con la bolla Maximis undique del 16 ottobre successivo.
All'inizio dell'Ottocento la diocesi comprendeva 94 parrocchie, 47 monasteri, 143 sacerdoti, 353 religiosi, 108 religiose e 112.274 fedeli.
In seguito al concordato stipulato tra la Santa Sede e il governo russo nel 1847, il 3 luglio 1848, con la bolla Universalis Ecclesiae di papa Pio IX, furono rivisti i confini delle diocesi russe per adattarli ai governatorati imperiali, secondo la configurazione territoriale stabilita dalla riforma amministrativa del 1832. La diocesi di Minsk comprese ancora il governatorato omonimo, ma con uno scambio di decanati con la diocesi di Vilnius.
Un decreto del governo zarista del 15 luglio 1869 soppresse la diocesi di Minsk unendone il territorio a quello della diocesi di Vilnius. La decisione, non riconosciuta da Roma, impedì tuttavia alla Santa Sede di nominare un vescovo per Minsk. Grazie ad accordi presi alla fine del 1882, la sede di Minsk fu affidata in amministrazione apostolica alle cure pastorali del metropolita di Mahilëŭ; questa situazione durò fino al 1917.
In seguito alla restaurazione dello stato polacco dopo la fine della prima guerra mondiale, il territorio della diocesi si trovò diviso, parte nella Repubblica Socialista Sovietica Bielorussa e parte nella Seconda Repubblica di Polonia; 4 parrocchie inoltre erano in Lituania. Il 28 ottobre 1925, la diocesi di Minsk cedette le 53 parrocchie in territorio polacco a vantaggio dell'erezione della diocesi di Pinsk, e le parrocchie in territorio lituano alla sede di Vilnius.
Durante l'epoca sovietica, la diocesi rimase vacante per decenni; in questo periodo fu affidata in amministrazione apostolica a Boļeslavs Sloskāns.

### Le sedi unite
Con la fine del regime sovietico e la nascita della repubblica indipendente di Bielorussia, la Santa Sede intervenne per modificare l'assetto geo-ecclesiastico della regione. Il 13 aprile 1991 con la bolla Ex quadam di papa Giovanni Paolo II le due sedi sono state unite acquisendo il nome attuale; i confini della nuova arcidiocesi furono fatti coincidere con quelli della neonata repubblica. La sede della nuova circoscrizione ecclesiastica è stata posta nella città di Minsk, capitale della repubblica bielorussa.
Inoltre, alla stessa data, l'arcidiocesi di Mahilëŭ ha ceduto le porzioni del suo territorio che si trovavano nella Federazione russa a vantaggio dell'erezione delle amministrazioni apostoliche di Mosca dei Latini (oggi arcidiocesi della Madre di Dio a Mosca) e di Novosibirsk dei Latini (oggi diocesi della Trasfigurazione a Novosibirsk), mentre la giurisdizione sull'Asia centrale (Kazakistan, Tagikistan, Kirghizistan, Uzbekistan e Turkmenistan) fu concessa all'amministrazione apostolica di Karaganda dei Latini (oggi diocesi di Karaganda). Infine, anche i territori ucraini dell'arcidiocesi furono ceduti a vantaggio della diocesi di Žytomyr.
Il 13 ottobre 1999 la nuova arcidiocesi ha ceduto un'altra porzione di territorio per l'erezione della diocesi di Vicebsk.

## Cronotassi dei vescovi
Si omettono i periodi di sede vacante non superiori ai 2 anni o non storicamente accertati.

### Vescovi di Minsk
- Jakub Ignacy Dederko † (ottobre o novembre 1798 - 13 febbraio 1829 deceduto)
  - Sede vacante (1829-1831)
- Mateusz Lipski † (28 febbraio 1831 - 21 novembre 1839 deceduto)[20]
  - Sede vacante (1839-1852)[21]
- Adam Wojtkiewicz † (18 marzo 1852 - 23 dicembre 1869 deceduto)

  - Sede amministrata dagli arcivescovi di Mahilëŭ (1869-1917)
- Zygmunt Łoziński † (2 novembre 1917 - 28 ottobre 1925 nominato vescovo di Pinsk)
  - Sede vacante (1925-1991)

### Arcivescovi di Mahilëŭ
- Stanisław Jan Siestrzeńcewicz Bohusz † (11 dicembre 1783 - 1º dicembre 1826 deceduto)
- Kasper Kazimierz Cieciszowski † (23 giugno 1828 - 28 aprile 1831 deceduto)
  - Sede vacante (1831-1841)
- Ignacy Ludwik Pawłowski † (1º marzo 1841 - 20 giugno 1842 deceduto)
  - Sede vacante (1842-1848)
- Kazimierz Roch Dmochowski † (3 luglio 1848 - 24 gennaio 1851 deceduto)
- Ignacy Hołowiński † (24 gennaio 1851 succeduto - 7 ottobre 1855 deceduto)
- Wacław Żyliński † (18 settembre 1856 - 5 maggio 1863 deceduto)
  - Sede vacante (1863-1872)
- Antoni Fijałkowski † (23 febbraio 1872 - 11 febbraio 1883 deceduto)
- Aleksander Kazimierz Gintowt Dziewałtowski † (15 marzo 1883 - 26 agosto 1889 deceduto)
- Szymon Marcin Kozłowski † (14 dicembre 1891 - 26 novembre 1899 deceduto)
- Bolesław Hieronim Kłopotowski † (15 aprile 1901 - 24 febbraio 1903 deceduto)
- Jerzy Józef Elizeusz Szembek † (9 novembre 1903 - 7 agosto 1905 deceduto)
  - Sede vacante (1905-1908)
- Apolinary Wnukowski † (16 giugno 1908 - 21 maggio 1909 deceduto)
- Wincenty Kluczyński † (7 aprile 1910 - 22 settembre 1914 dimesso)
  - Sede vacante (1914-1917)
- Eduard Baron von der Ropp † (25 luglio 1917 - 25 luglio 1939 deceduto)
  - Sede vacante (1939-1991)[22]

### Arcivescovi di Minsk-Mahilëŭ
- Kazimierz Świątek † (13 aprile 1991 - 14 giugno 2006 ritirato)
- Tadeusz Kondrusiewicz (21 settembre 2007 - 3 gennaio 2021 ritirato)[23]
- Iosif Staneŭski, dal 14 settembre 2021

## Statistiche
L'arcidiocesi nel 2023 su una popolazione di 4.179.800 persone contava 652.300 battezzati, corrispondenti al 15,6% del totale.
| anno | popolazione | popolazione | popolazione | presbiteri | presbiteri | presbiteri | presbiteri                | diaconi | religiosi | religiosi | parrocchie |
| anno | battezzati  | totale      | %           | numero     | secolari   | regolari   | battezzati per presbitero | diaconi | uomini    | donne     | parrocchie |
| ---- | ----------- | ----------- | ----------- | ---------- | ---------- | ---------- | ------------------------- | ------- | --------- | --------- | ---------- |
| 1990 | 250.000     | 10.000.000  | 2,5         | 62         | 50         | 12         | 4.032                     |         | 12        |           | 162        |
| 1999 | 350.000     | 6.200.000   | 5,6         | 73         | 39         | 34         | 4.794                     |         | 54        | 90        | 132        |
| 2000 | 210.000     | 4.800.000   | 4,4         | 51         | 28         | 23         | 4.117                     |         | 42        | 52        | 79         |
| 2001 | 210.000     | 4.800.000   | 4,4         | 58         | 31         | 27         | 3.620                     |         | 41        | 68        | 79         |
| 2002 | 210.000     | 4.800.000   | 4,4         | 56         | 31         | 25         | 3.750                     |         | 35        | 54        | 84         |
| 2003 | 210.000     | 4.800.000   | 4,4         | 66         | 32         | 34         | 3.181                     |         | 44        | 60        | 84         |
| 2004 | 210.000     | 4.800.000   | 4,4         | 66         | 35         | 31         | 3.181                     |         | 43        | 65        | 89         |
| 2013 | 610.000     | 4.709.000   | 13,0        | 122        | 57         | 65         | 5.000                     |         | 76        | 69        | 222        |
| 2016 | 625.000     | 4.401.000   | 14,2        | 122        | 62         | 60         | 5.122                     |         | 77        | 68        | 222        |
| 2019 | 670.200     | 4.467.700   | 15,0        | 126        | 67         | 59         | 5.319                     |         | 79        | 73        | 122        |
| 2021 | 667.980     | 4.453.200   | 15,0        | 132        | 67         | 65         | 5.060                     |         | 82        | 62        | 122        |
| 2023 | 652.300     | 4.179.800   | 15,6        | 133        | 65         | 68         | 4.904                     |         | 83        | 60        | 122        |